# Эхинохазмоз
Эхинохазмоз (echinochasmosis) — паразитарное заболевание диких и домашних животных. Возбудитель — трематода Echinochasmus perfoliatus (Ratz, 1908) (семейство Echinostomatidae).  Вышедшие из моллюсков Parafossalurus метацеркарии локализуются в жабрах рыб. В очагах инвазии заражённость рыб метацеркариями достигает 76 % с интенсивностью до 500 метацеркариев.

## Биологические свойства
Эхинохазма имеет длину 1,6–4,8 мм, ширину 0,7–1,2 мм. На её головном конце расположена ротовая присоска, вооружённая 24 острыми крючьями. Глотка крупная, шаровидная, от неё отходят 2 трубки кишечника. Два семенника круглой формы лежат по средней линии тела позади петель матки и малого шаровидного яичника. Желточники начинаются выше брюшной присоски, идут по бокам тела до заднего конца, что является систематическим признаком паразита. Яйца трематодного типа – 0,100–0,110 х 0,050–0,079 мм. 
Эхинохазма – биогельминт. Промежуточные хозяева – моллюски из родов Bithynia и Lymnaea. Дополнительные хозяева – пресноводные рыбы: щука, линь, сазан, лещ, язь, густера, вобла, краснопёрка, плотва, тарань, жерех, белоглазка, синец, карась, уклея, чехонь, окунь, судак, ёрш, вьюн, сом.

## Эпидемиология
Эхинохазмозом болеют свиньи, кабаны, лисицы, еноты, птицы, собаки, кошки (заражаются при поедании заражённой рыбы), люди.
В очагах инвазии заражённость рыб метацеркариями достигает 76 % с интенсивностью до 500 метацеркариев. Эхинохазмоз регистрируется главным образом в нижнем течении реки Волга (в её дельте), в Ростовской и Ленинградской областях, на Украине. Болезнь у животных может регистрироваться на протяжении всего года, но максимальное количество инвазированных животных появляется в январе, феврале и марте. Болеет преимущественно молодняк в возрасте 5–11 месяцев.

## Патогенез и клиническая картина
В тонкой кишке дефинитивного хозяина метацеркарии прикрепляются к слизистой оболочке и через 8-20 сут достигают половой зрелости. Продолжительность жизни паразита в теле свиньи около 170 дней.
Возбудители паразитируют в тонких кишках животных. Присосками и крючьями на адоральном диске они травмируют слизистую оболочку, вызывают её воспаление, кровоизлияния, усиление перистальтики. Всасывание продуктов воспаления и жизнедеятельности паразитов в кровь вызывает общую интоксикацию.
У больных животных и людей появляется понос, рвота, пенистые истечения изо рта, истощение; периодические судороги, учащение пульса и дыхания, периодическое повышение температуры тела, отставание в развитии по антропометрии в случае детенышей животный и детей. 
Острая форма болезни проявляется высокой температурой (до 41 °С). Впоследствии у заражённых животных появляется диарея, угнетение, у некоторых животных – рвота, пенистое истечение изо рта, мышечная дрожь, судороги. Аппетит отсутствует, животные худеют, отстают в росте, развитии, позвоночник дугообразно искривляется, щетина взъерошивается. Больные животные часто погибают.

## Диагностика и лечение
Диагноз устанавливают на основании эпизоотологических данных, клинических признаков, патологоанатомических изменений и обязательно подтверждают обнаружением половозрелых паразитов при патологоанатомическом вскрытии трупов и при жизни животных.
При вскрытии отмечают, что труп истощён. В тонком кишечнике катарально-геморрагическое воспаление. Можно увидеть прикреплённых к слизистой оболочке трематод.
При жизни для исследования берут 3–5 г фекалий, смешивают в фарфоровой ступке при помощи пестика с 10-кратным количеством воды и фильтруют через металлическое сито (ячейки диаметром не более 1,0 мм) или марлю. Отстаивают в течение 10 мин (в среднем), после чего слой жидкости сливают, а к осадку добавляют свежую порцию воды и снова дают отстояться 6–8 мин. И так делают до тех пор, пока верхний слой жидкости не станет прозрачным. Затем жидкость сливают, а осадок микроскопируют на наличие яиц эхинохазмусов.
Для лечения применяют препараты группы бензимидазола: фенбендазол, альбендазол, флубендазол, мебендазол и др.

## Профилактика и меры борьбы
В неблагополучных районах животным скармливают отходы рыбной промышленности только после предварительной их проварки. Животных не выпасают вблизи неблагополучных водоёмов, а также на пересыхающих лиманах и лагунах.
1. 1 2 3  Ветеринарный Энциклопедический Словарь. — М.: "Советская Энциклопедия"., 1981. Архивировано 24 марта 2012 года.